# Лејксајд (Монтана)
Лејксајд (енгл. Lakeside) насељено је место без административног статуса у америчкој савезној држави Монтана.

## Демографија
По попису из 2010. године број становника је 2.669, што је 990 (59,0%) становника више него 2000. године.
| Група             | 2000.         | 2010.         |
| Белци             | 1.632 (97,2%) | 2.549 (95,5%) |
| Афроамериканци    | 1 (0,1%)      | 9 (0,3%)      |
| Азијати           | 7 (0,4%)      | 18 (0,7%)     |
| Хиспаноамериканци | 18 (1,1%)     | 46 (1,7%)     |
| Укупно            | 1.679         | 2.669         |